# Kunsthalle Bern
Kunsthalle Bern je výstavní síň současného umění v Bernu ve Švýcarsku, sídlící na náměstí Helvetiaplatz. Její výstavba proběhla v letech 1917 až 1918 a otevřena byla 5. října 1918. Svá díla zde vystavovali například Paul Klee, Alberto Giacometti, Henry Moore, Jasper Johns, Sol LeWitt, Daniel Buren a Bruce Nauman. U příležitosti padesátého výročí založení instituce byla celá mohutná budova zabalena umělci Christo a Jeanne-Claude do 2430 čtverečních metrů vyztuženého polyethylenu.

## Ředitelé
- 1918–1930: Robert Kieser
- 1931–1946: Max Huggler
- 1946–1955: Arnold Rüdlinger
- 1955–1961: Franz Meyer
- 1961–1969: Harald Szeemann
- 1970–1974: Carlo Huber
- 1974–1982: Johannes Gachnang
- 1982–1985: Jean-Hubert Martin
- 1985–1997: Ulrich Loock
- 1997–2005: Bernhard Fibicher
- 2005–2011: Philippe Pirotte
- 2012–2014: Fabrice Stroun
- 2015–dosud: Valérie Knoll